# Sebastián de Aparicio
Sebastián de Aparicio Prado (La Gudiña, Orense, 20 de enero de 1502 — Puebla de los Ángeles, Nueva España, 25 de febrero de 1600) fue un religioso franciscano español. Beatificado el 17 de mayo de 1789 por su labor misionera en Nueva España en el inicio del siglo XVI.

## Biografía
Partiendo de Sanlúcar de Barrameda en 1533 llega a la Nueva España por el puerto de Veracruz, en donde gracias a la Real Cédula de 16 de febrero de 1533 logra grandes exenciones de impuestos y otras gracias que eran dadas a los emigrantes, aunque debían invertir en propiedades inmuebles el diez por ciento de sus ganancias, con el objetivo de afianzarlos a su nueva tierra; todo esto previo contrato con la Casa de la Contratación.
Puebla era poco menos que un pequeño villorrio con una población de inmigrantes en su mayoría europeos; en sus alrededores caballos y vacas corrían libremente multiplicándose con facilidad. De modo que el labrador Aparicio se dio a la tarea de capturar y domar este ganado como ranchero. Por este motivo se le considera el "primer charro" en América.
El ganado cimarrón o salvaje era entonces muy común, ya que los indígenas desconocían la cría de ganado vacuno. Aparicio se percató de que en las recuas que servían para el traslado de mercancías se usaba una gran cantidad de indígenas, los cuales usando su mecapal transportaban en sus espaldas las mercaderías. Tal vez como persona práctica recordó la carreta típica de su tierra, que podía recorrer los caminos estrechos gallegos, por eso las empezó a construir en sociedad con un carpintero. También solicitó y logró el permiso para mejorar las rutas existentes, con lo cual abrió el primer servicio de transporte rodado en México.
Rompiendo su sociedad con el carpintero de Puebla se muda a la Ciudad de México en 1542, donde abre el camino entre el Real y Minas de Ntra. Sra. de los Remedios en Zacatecas y la capital virreinal, negocio en el cual prospera, debiendo de hacerse amigo de los pueblos indígenas por los que atraviesa, ya que no se tienen noticias de algún infortunio en sus viajes.
En 1552 deja este negocio y vende sus carretas, se vuelve hacendado con tierras que compra en los límites de los actuales delegación de Azcapotzalco y el municipio de Tlalnepantla, además de un rancho ganadero en las cercanías de Chapultepec, en lo que hoy sería la zona de Polanco. Para cuidar sus tierras y su ganado se muda al pueblo de Azcapotzalco y funda la Hacienda de San Nicolás, al norte de la ciudad y alrededor del Camino de Tlalnepantla. Dicha hacienda se llamó después Careaga y del Rosario. En su lugar se halla hoy una zona habitacional y una terminal del Metro de la Ciudad de México.
Es en este sitio que se supone que Aparicio protegió y dio nacimiento a la fiesta del Día de Muertos, conjuntando la tradición prehispánica de culto a los muertos de sus trabajadores y las celebraciones católicas de Todos lo Santos y Fieles Difuntos.
En 1562 Aparicio contrae matrimonio con la hija de un amigo, pero ella muere apenas un año después del matrimonio. Dos años más tarde vuelve a contraer matrimonio y su segunda esposa fallece apenas ocho meses después. No hubo descendencia en ambos casos. Tras enviudar, torna a la vida de trabajo en su hacienda.
Luego de varios meses decide entrar a la vida religiosa, decidiéndose por la orden franciscana, a la cual no ingresa de inmediato, ya que como prueba a sus capacidades físicas se da como donado en el convento de clarisas, atendiendo como criado las necesidades del convento. Para esto dona por cesión el 20 de diciembre de 1573 sus propiedades valuadas en 20.000 pesos más otros mil que deja a su disposición por si llegase a necesitarlos.
Comprobada su vocación el 9 de junio de 1574 viste el hábito franciscano como novicio, destinado al convento de San Francisco en la Ciudad de México. También estuvo en el Convento de Santiago de Tlatelolco donde inicia una tradición de bendecir los vehículos nuevos, que se mantuvo hasta 1962 en el atrio del templo.
El 13 de junio de 1575 hace sus votos y entra como fraile a la Orden Franciscana, destinado al convento de Santiago de Tecali, en las cercanías de Puebla de los Ángeles, donde le es dado el oficio de limosnero, lo que lo hace recorrer los caminos de Puebla, Tlaxcala, Veracruz y México.
Muere el 25 de febrero de 1600 luego de una larga agonía. Cuatro días después, afluye a su entierro gran cantidad de personas.

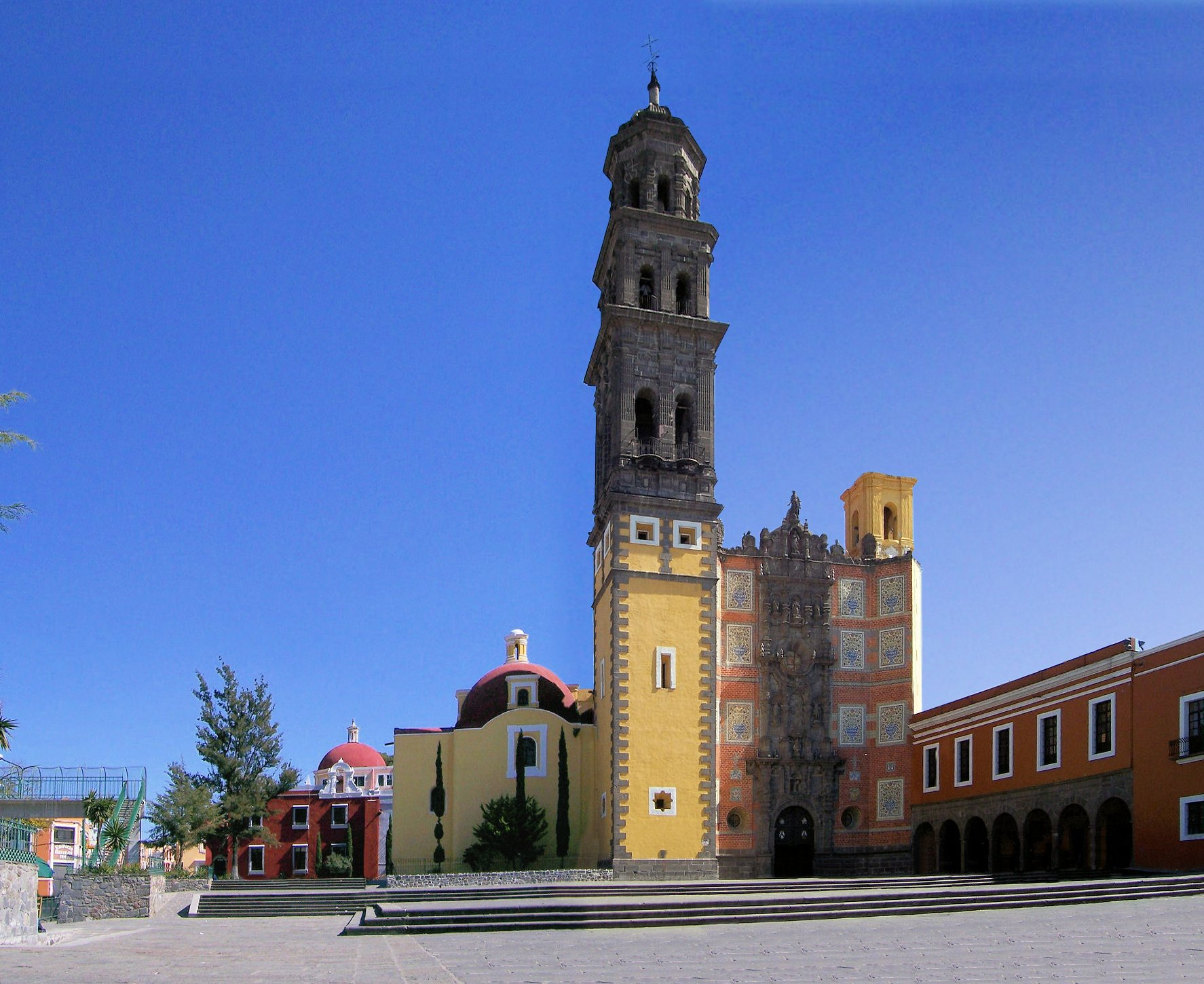
Convento y templo de San Francisco de Puebla.

## Beatificación
Fue el mismo Felipe III quien escribe al obispo de Tlaxcala para que iniciase el proceso en 1603 y el mismo prelado le remite un año siguiente la biografía escrita por Juan de Torquemada.
Al parecer de los creyentes cristianos católicos de la época, Aparicio debió tener las virtudes necesarias para ser considerado un Santo de su iglesia, así se le proclama santo y sus variadas reliquias se van usando, lo que en muchos casos lleva su destrucción, en 1714 y 1746, el presbítero Miguel de Álcala y Mendiola, cronista de la ciudad de Puebla, escribe una lista con los nombres de los poblanos con olor de santidad, entre los que menos figuran esta Aparicio con solo unas notas, es hasta 1768 que se inicia los trabajos para su beatificación, dirigidos por Mateo de Ximénez en el último momento logra su beatificación por el papa Pío VI el 17 de mayo de 1789, a la cual sigue el trámite de su canonización, la cual hasta el presente no se ha logrado, esto a pesar de que sus partidarios le atribuyen hasta 968 milagros en su expediente.

## Culto actual al beato
Tanto en su pueblo natal La Gudiña, España como en el lugar donde se conservan sus restos en Puebla, se bendicen los automotores y lo consideran el patrono de los automóviles y los transportes terrestres.
Su cuerpo con más 400 años de muerto, permanece expuesto en una urna con paredes de cristal en el Templo de San Francisco en la Ciudad de Puebla, aunque oficialmente no se sabe si este se conserva en forma natural o es producto de algún proceso de conservación que lo hace permanecer incorrupto.